# Fjodor Alexejewitsch Bogomolow

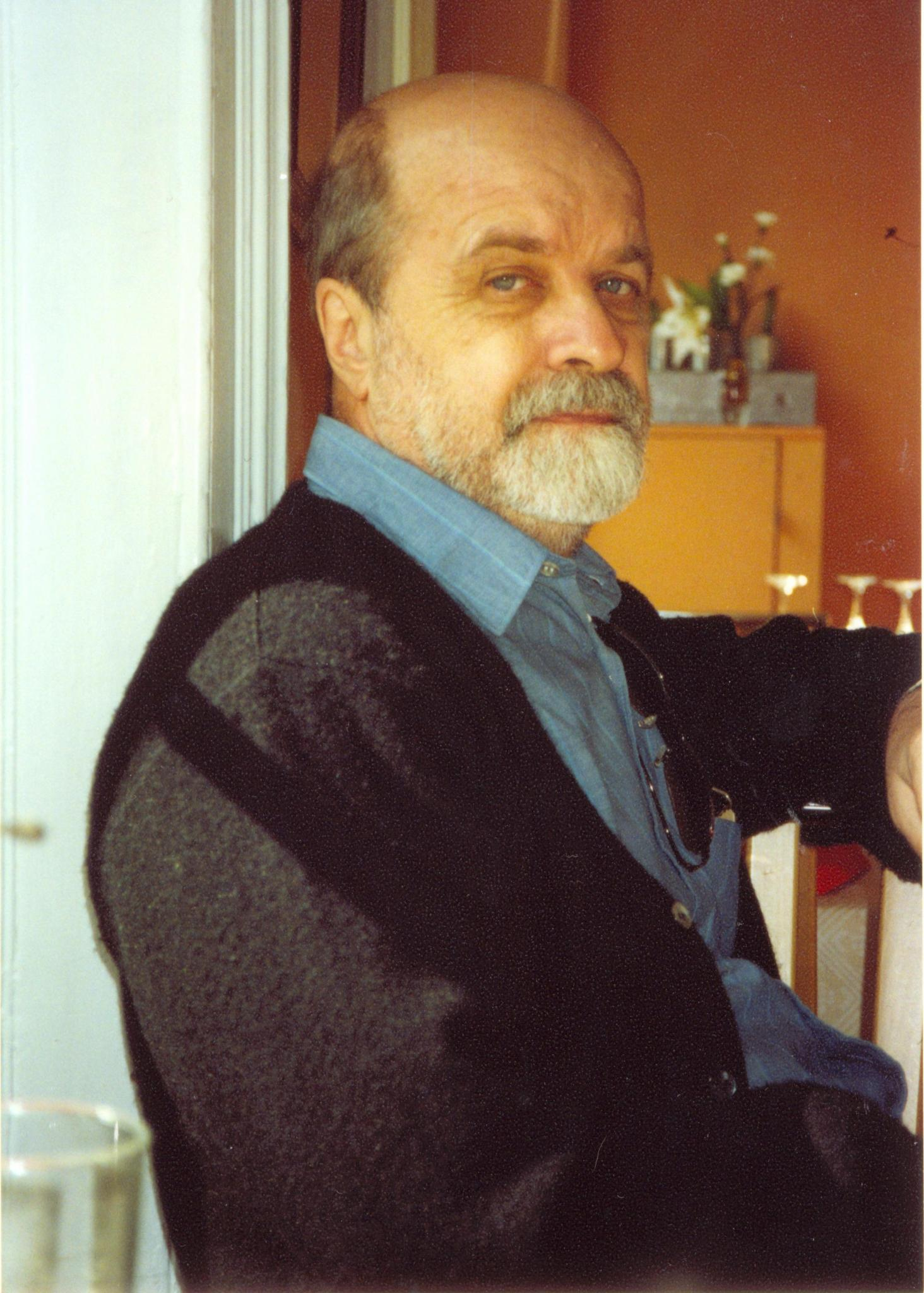
Fjodor Bogomolow

Fjodor Alexejewitsch Bogomolow (russisch Фёдор Алексеевич Богомолов; englische Transkription Fedor Alekseevich Bogomolov; * 26. September 1946 in Moskau) ist ein russisch-US-amerikanischer Mathematiker, der sich mit algebraischer Geometrie beschäftigt.

## Leben und Wirken
Bogomolow studierte an der Lomonossow-Universität und promovierte 1973 (Kandidatentitel) am Steklow-Institut bei Sergei Nowikow (Kompakte Kähler-Mannigfaltigkeiten). 1983 habilitierte er sich (russischer Doktortitel). 1994 ging er in die USA und wurde Professor am Courant Institute of Mathematical Sciences of New York University.
Bogomolow studierte in seinen frühen Arbeiten Kählermannigfaltigkeiten und Hyperkähler-Mannigfaltigkeiten (Riemannsche Mannigfaltigkeiten mit symplektischer Gruppe als Holonomiegruppe). Bogomolow untersuchte sie als komplexe algebraische Varietäten (holomorphe symplektische Mannigfaltigkeiten) und gab für diese 1974 in einem nach ihm benannten Zerlegungssatz Kriterien dafür an, dass die Holonomiegruppe kompakter holomorpher symplektischer Mannigfaltigkeiten symplektisch ist. Später studierte er die Deformationstheorie von Hyperkähler-Mannigfaltigkeiten, was zum Bogomolov-Tian-Todorov Theorem führte (aus dem insbesondere folgte, dass die Deformationen von Calabi-Yau-Mannigfaltigkeiten keine Obstruktionen hatten). Diese Arbeiten bilden eine der Grundlagen der in der Stringtheorie untersuchten Spiegelsymmetrie.
1978 studierte er holomorphe Vektorbündel im projektiven Raum (wobei er Bogomolov-Stabilität von Vektorbündeln einführte) und bewies eine nach ihm, Shing-Tung Yau und Yōichi Miyaoka benannte Ungleichung für die Chernzahlen kompakter komplexer Flächen.
1977 bewies er, dass es auf algebraischen Flächen allgemeinen Typs, deren Chernzahlen die Ungleichung {\displaystyle c_{1}^{2}>c_{2}} erfüllen, nur eine endliche Zahl von Kurven mit beschränktem Geschlecht existieren. Die Arbeit war für die spätere Entwicklung der hyperbolischen arithmetischen algebraischen Geometrie wichtig (Paul Vojta, Serge Lang) und wurde von Michael McQuillan in seinem Beweis der Vermutung von Green und Griffiths erweitert.
1976 veröffentlichte er eine Arbeit zu dem noch offenen Problem der Klassifikation von algebraischen Flächen der Kodaira Klasse VII.
Nach Bogomolow ist auch eine Vermutung in der Diophantischen Geometrie benannt, die die Manin-Mumford-Vermutung verallgemeinert und die 1998 von Emmanuel Ullmo und Shou-Wu Zhang bewiesen wurde. Bei beiden dreht es sich um Kurven C vom Geschlecht {\displaystyle g\geq 2} über Zahlkörpern K und ihren Jacobivarietäten J mit einer Einbettung X von C in J über K. Die Manin-Mumford-Vermutung besagt, dass es im Schnitt von X mit der Torsionsuntergruppe von J nur endliche viele Punkte gibt, die Bogomolov-Vermutung besagt, dass es eine positive Zahl {\displaystyle \epsilon } gibt, so dass in X nur für endlich viele Punkte die Neron-Tate Höhe kleiner als {\displaystyle \epsilon } ist.

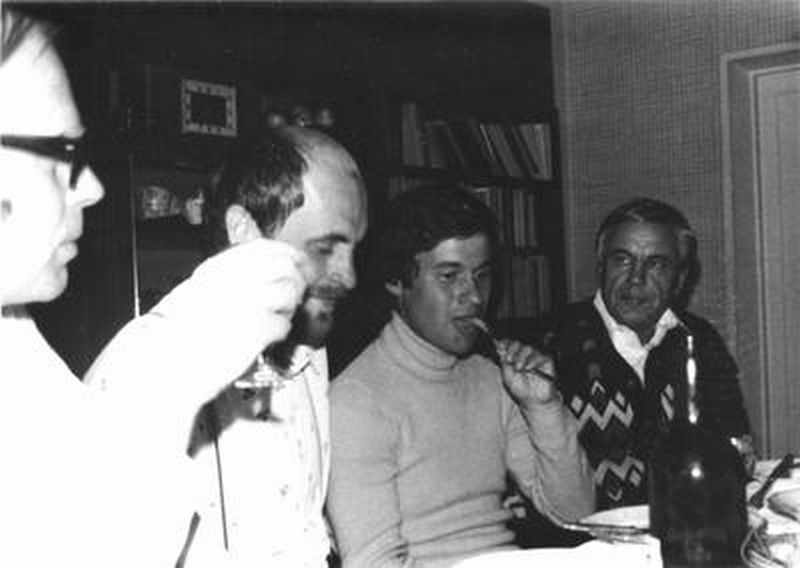
Bogomolow (2. von links) in der Wohnung von Shafarevich (rechts), mit Helmut Koch (links), A. N. Todorov

1978 war er Invited Speaker auf dem Internationalen Mathematikerkongress in Helsinki (Unstable vector bundles and curves on surfaces). 2022 wurde Bogomolow in die National Academy of Sciences gewählt. 2020 wurde er zum Auswärtigen Mitglied der Academia Europaea gewählt.

## Schriften
- mit Yuri Tschinkel (Hrsg.): Cohomological and geometric approaches to rationality problems – new perspectives, Birkhäuser, Progress in Mathematics 2009